# Achterknoten (Mathematik)

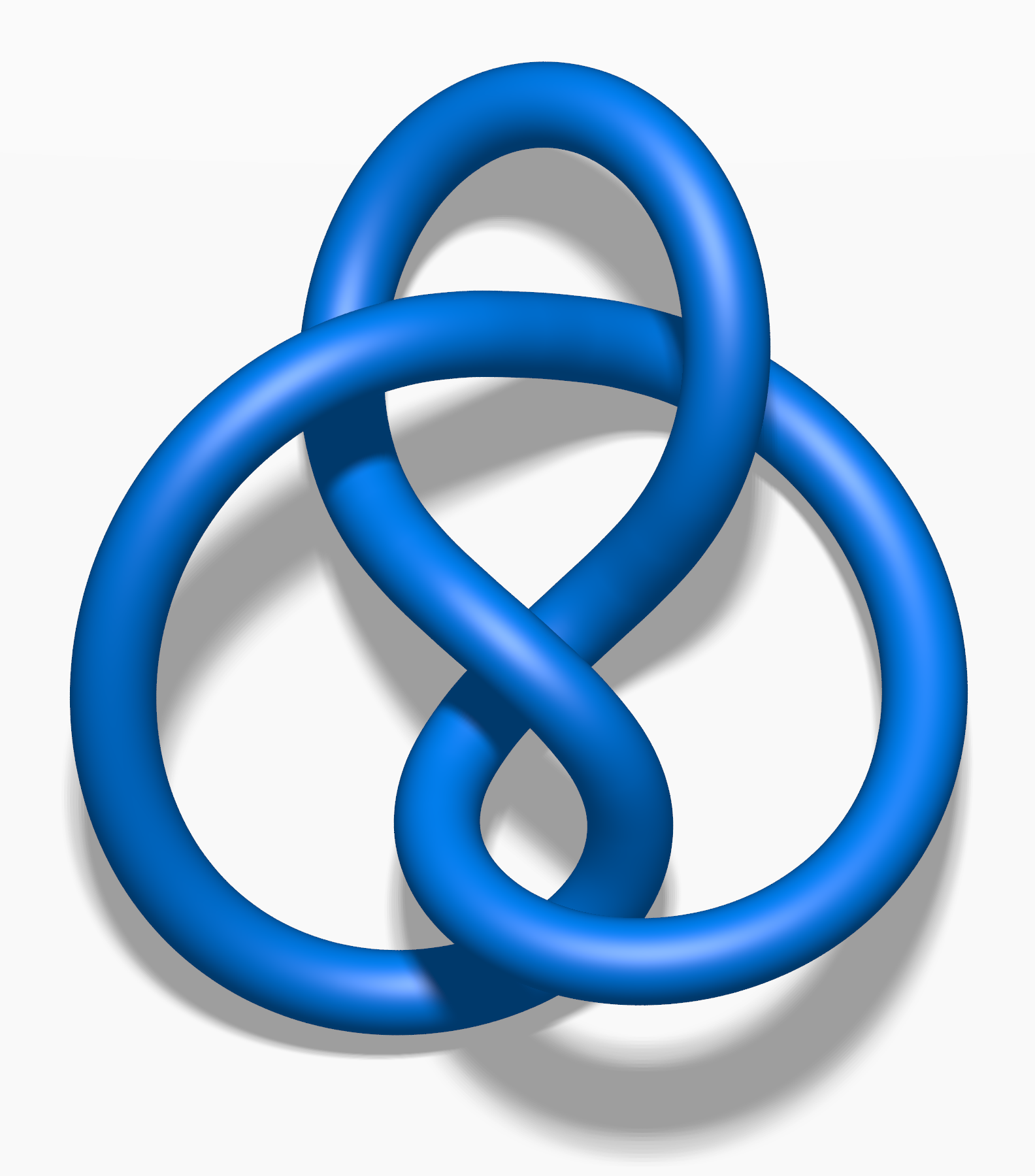
Achterknoten

Der Achterknoten (oder Achtknoten) spielt in der Mathematik, speziell in der Knotentheorie, eine Rolle. Er ist das mathematische Gegenstück des Achtknotens, der unter anderem beim Segeln gebraucht wird.

## Parameterdarstellung
Eine einfache Parameterdarstellung des Achterknotens ist:
{\displaystyle {\begin{aligned}x&=\left(2+\cos {(2t)}\right)\cos {(3t)}\\y&=\left(2+\cos {(2t)}\right)\sin {(3t)}\\z&=\sin {(4t)}\end{aligned}}}
Der Achterknoten ist der Abschluss des Zopfes {\displaystyle \sigma _{1}\sigma _{2}^{-1}\sigma _{1}\sigma _{2}^{-1}}.

## Invarianten
Das Alexander-Polynom des Achterknotens ist
{\displaystyle \Delta (t)=-t+3-t^{-1},}
sein Jones-Polynom
{\displaystyle V(q)=q^{2}-q+1-q^{-1}+q^{-2}.}
Das Kauffman-Polynom ist {\displaystyle -1-{\frac {1}{x^{2}}}-x^{2}-{\frac {y}{x}}-xy+2y^{2}+{\frac {y^{2}}{x^{2}}}+x^{2}y^{2}+{\frac {y^{3}}{x}}+xy^{3}}, das HOMFLY-Polynom {\displaystyle x^{2}+{\frac {1}{x^{2}}}-y^{2}-1}, das Klammerpolynom {\displaystyle x^{8}+{\frac {1}{x^{8}}}-x^{4}-{\frac {1}{x^{4}}}+1}, das Conway-Polynom {\displaystyle 1-x^{2}} und das BLM-Polynom {\displaystyle 2x^{3}+4x^{2}-2x-3}.
Die Kreuzungszahl des Achterknotens ist 4, sein Geschlecht ist 1 und seine Seifert-Matrix {\displaystyle \left({\begin{array}{cc}1&0\\-1&-1\end{array}}\right)}.
Die Knotengruppe des Achterknotens hat die Präsentierung
{\displaystyle \Gamma =\langle a,b\mid \left[a^{-1},b\right]a=b\left[a^{-1},b\right]\rangle }.
Ihre Charaktervarietät {\displaystyle X(\Gamma )} ist die elliptische Kurve
{\displaystyle z^{2}=u^{3}-2u+1,}
das A-Polynom ist
{\displaystyle -M^{4}+L(1-M^{2}-2M^{4}-M^{6}=M^{8})-L^{2}M^{4}.}

## Eigenschaften
Der Achterknoten ist achiral (auch amphichiral genannt), das heißt, er ist in sein Spiegelbild deformierbar.
Er ist kein Torusknoten.
Der Achterknoten ist ein hyperbolischer Knoten, sein hyperbolisches Volumen beträgt
{\displaystyle vol(S^{3}-K)=2D_{2}(\omega )=2{,}02\dots }
Hierbei ist {\displaystyle D_{2}} der Bloch-Wigner-Dilogarithmus und {\displaystyle \omega ={\frac {1}{2}}+{\frac {\sqrt {3}}{2}}i}.
Die hyperbolische Struktur ist gegeben durch die treue und diskrete Darstellung
{\displaystyle \rho \colon \Gamma \to PSL(2,\mathbb {Z} \left[\omega \right])\subset PSL(2,\mathbb {C} )=Isom^{+}(H^{3})}
{\displaystyle \rho (a)=({\begin{array}{cc}1&1\\0&1\end{array}})}
{\displaystyle \rho (b)=({\begin{array}{cc}1&0\\-\omega &1\end{array}})}.
Die hyperbolische Struktur auf dem Komplement des Achterknotens wurde 1975 von Riley entdeckt. Dieses Beispiel motivierte Thurston zur Suche nach hyperbolischen Strukturen auf weiteren Knotenkomplementen, was letztlich in die Geometrisierungsvermutung mündete.
Der Achterknoten ist der einzige arithmetische hyperbolische Knoten.
Cao und Meyerhoff haben 2001 bewiesen, dass der Achterknoten der hyperbolische Knoten kleinsten Volumens ist.
|  |  |  |